# Synonchiella japonica
Synonchiella japonica is een rondwormensoort uit de familie van de Selachinematidae. De wetenschappelijke naam van de soort is voor het eerst geldig gepubliceerd in 1988 door Fedeeva.